# بخش سردشت

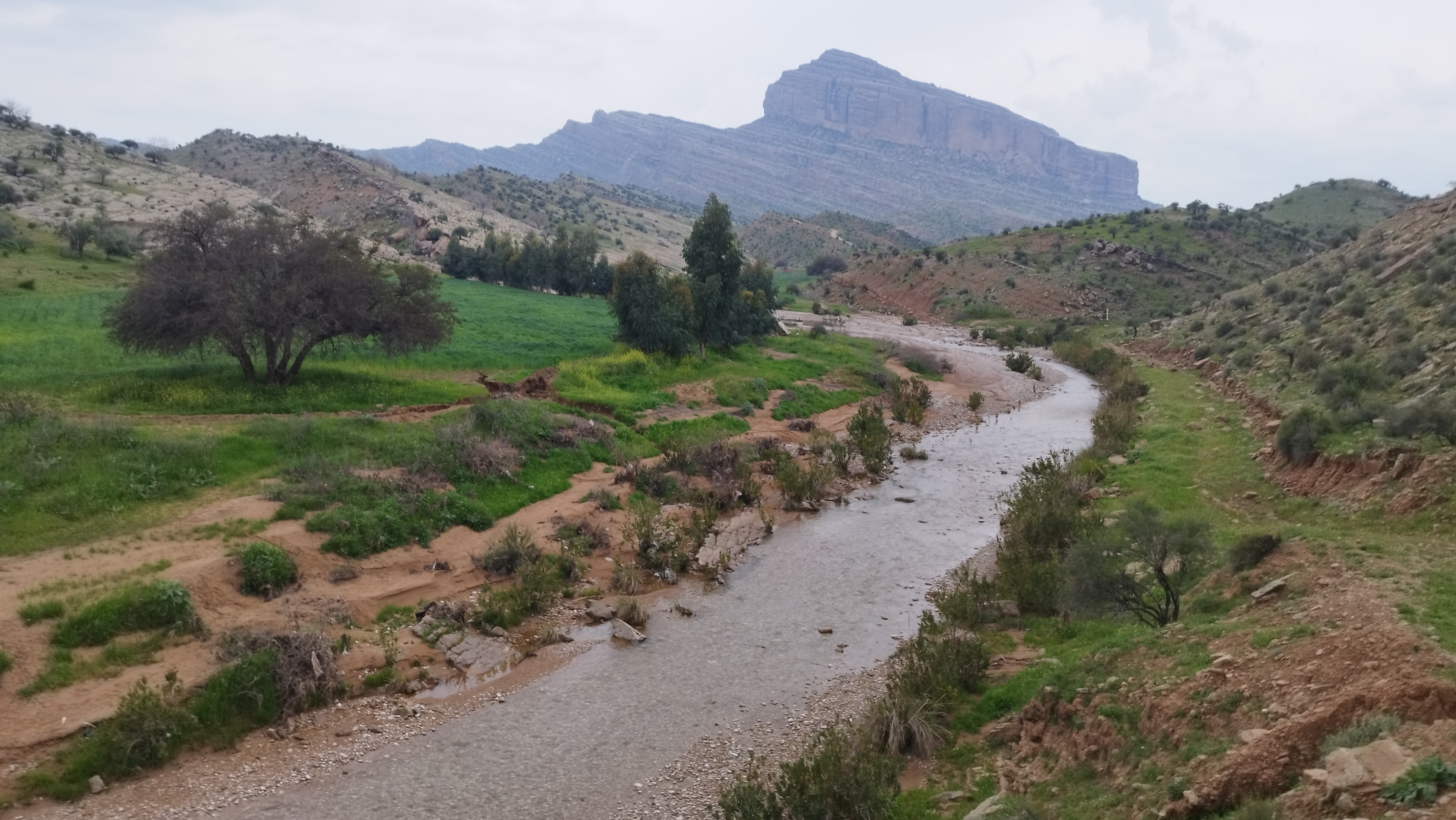
دژ محمدعلی خان بختیاری در سردشت

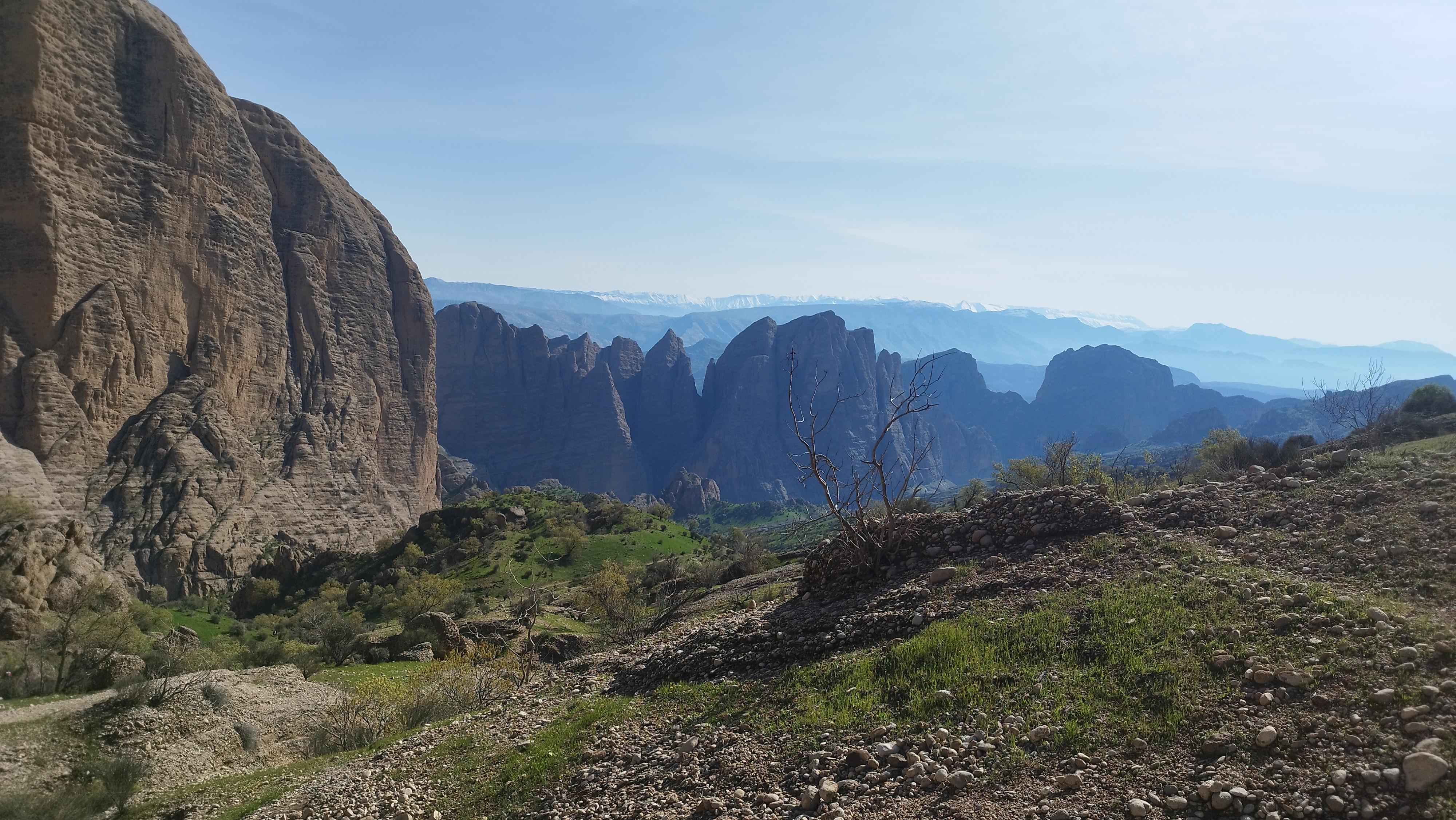

- سردشت، یکی از بخش‌های شهرستان دزفول از توابع استان خوزستان است. مرکز این بخش، شهر سالند است. بخش سردشت طبق مصوبه هیئت وزیران سال ۱۳۴۱ از شهرستان ایذه جدا و به شهرستان دزفول ملحق گردید.

این بخش در شرق با شهرستان‌های لالی، در جنوب شرقی با شهرستان گتوند و در جنوب غربی با شهرستان اندیمشک هم‌مرز است.

## زبان و مردم شناسی
زبان مردم این بخش لری بختیاری است.
مردم سردشت از ایل‌ چهارلنگ  بختیاری هستند.

## تقسیمات کشوری
- بخش سردشت
  - دهستان ماهوربرنجی
  - دهستان سردشت

شهرها : سالند ، حمزه

## جمعیت
بر پایه سرشماری پایگاه آمار ایران، شمار مردم بخش سردشت در سال ۱۳۹۵ برابر با ۲۸۰۰۰ تن بوده‌است.